# Bitwa pod Krzemieńcem

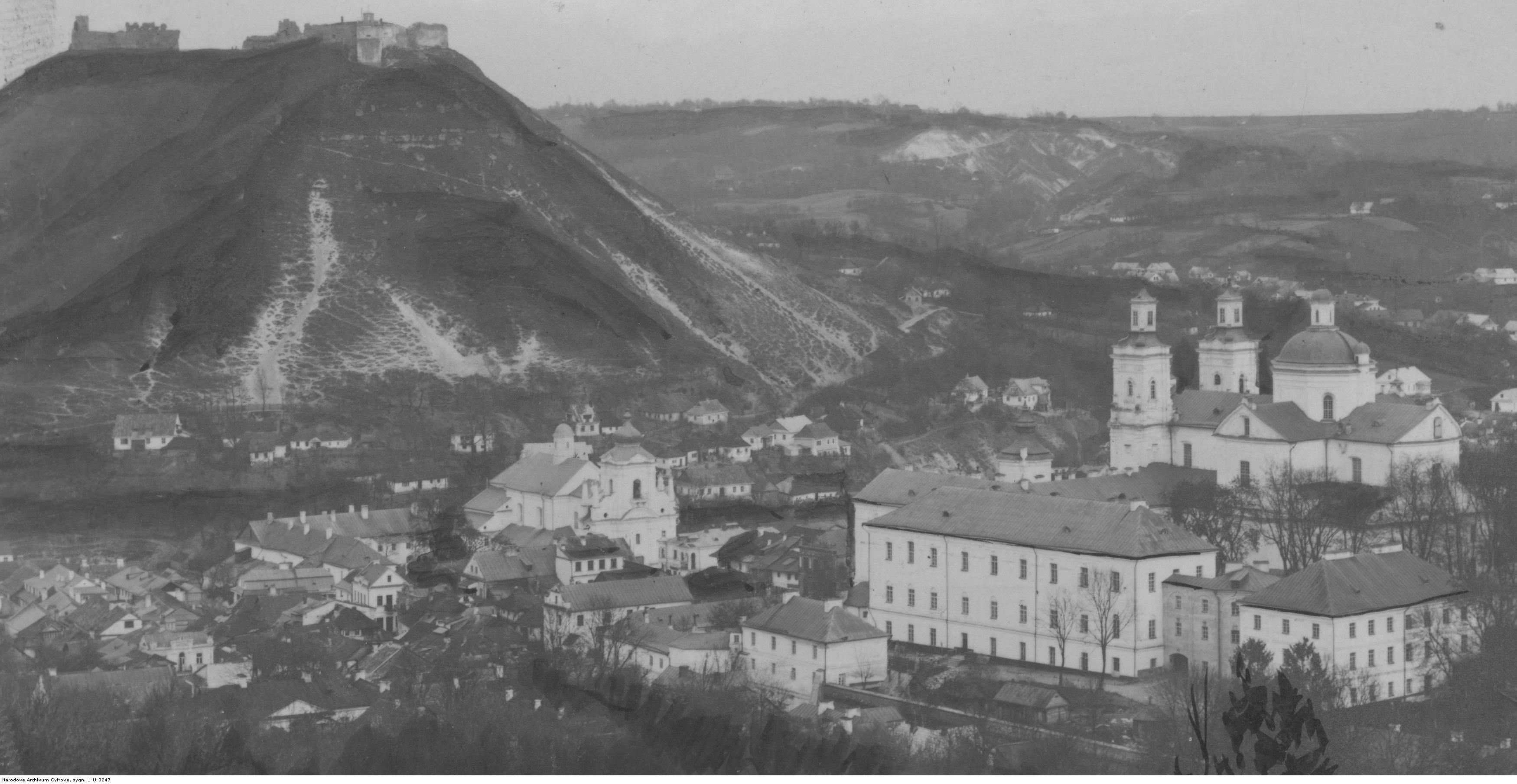
Wzgórza Krzemieńca

Bitwa pod Krzemieńcem – walki oddziałów 18 Dywizji Piechoty i Grupy gen. Pawła Szymańskiego z jednostkami 1 Armii Konnej Siemiona Budionnego w okresie wojny polsko-bolszewickiej.

## Sytuacja wyjściowa
Nocą z 8 na 9 lipca Krzemieniec został obsadzony przez 40 pułk piechoty z Grupy gen. Pawła Szymańskiego. Na północ od Krzemieńca po Białokrynicę bronił się 19 pułk piechoty. Piechotę wspierały działa 5 pułku artylerii polowej. W mieście prowadzono prace fortyfikacyjne. Ulice zabarykadowano, a stanowiska piechoty umocniono zasiekami z drutu kolczastego. W odwodzie gen. Szymański posiadał 105 pułk piechoty zgrupowany w Bereźcach.
Od wschodu i południowego wschodu do miasta podchodziły sowieckie 45 Dywizja Strzelców  i Brygada Kawalerii Kotowskiego. Z Obgowa w kierunku na Krzemieniec maszerowała także 18 Dywizja Piechoty gen. Franciszka Krajowskiego.
Z powodu braku dróg na terenie Małego Polesia maszerowano tylko jedną kolumną – na Antonowce.  
Dla zabezpieczenia prawej flanki czoło kolumny miało podczas marszu w rejonie Budki Obgowskie wydzielać straże boczne. Ubezpieczenia te, po przejściu kolumny, dołączały do straży tylnej. 
Do Antonowców dywizja przybyła w południe 10 lipca bez kontaktu z nieprzyjacielem i odpoczywała. Po 6 godzinach dywizja ruszyła dalej na Białokrynicę. 5 batalionów i 4 baterie stanowiły obustronne straże boczne. Marsz przebiegał spokojnie. Jedynie w Liszni, podczas przemarszu sztabu 42 pułku piechoty przez most, padło w kierunku szosy kilka strzałów. Spowodowały one  zamieszanie taborach pułku. Na wzgórze wysłano więc kompanię z II/42 pp. Ta nie zastała już nieprzyjaciela na wzgórzach. Po uspokojeniu sytuacji, kolumna pomaszerowała dalej.
O północy 10 lipca 18 Dywizja Piechoty dotarła do rejonu Szepetyn – Wesołówka i nawiązała kontakt taktyczny z 19 pułkiem piechoty w Białokrynicy. 
Do rana 11 lipca oddziały Grupy gen. Krajowskiego zajęły rejon Szepetyn – Lisznia – Białokrynica – Krzemieniec. 42 i 144 pułki piechoty rozmieściły swoje bataliony w rejonie Wesołówki, a XXXVI Brygada Piechoty w składzie 49 i 145 pp rozlokowały się w Szepetynie nad Ikwą. Dowództwo dywizji stacjonowało w Białokrynicy, a tabory dywizyjne w rejonie Radziwiłłów – Krupiec. 
W tym czasie X Brygada Piechoty obsadzała Białokrynicę 19 pułkiem piechoty, a Krzemieniec 40 pułkiem piechoty w łącznej sile 1000 bagnetów i 4 baterii artylerii. 105 pułk piechoty pozostawał w odwodzie w Bereźcach. Patrole X Brygady, wysłane w kierunku Wiśniowca, nie zdołały nawiązać łączności z 13 Dywizją Piechoty. 
W Brodach znajdowała się Grupa płk. Jasińskiego, a fortu Zahorce broniła grupa mjr. Matczyńskiego ..

## Walki o Krzemieniec
Ranek 11 lipca był spokojny. Tworzono ugrupowanie bojowe. 19 pułk piechoty przegrupował się z Białokrynicy do Krzemieńca. Także do Krzemieńca dotarł  I/4 pspodh.  oddany do dyspozycji dowódcy X BP.
Po południu na Krzemieniec rozpoczęła natarcie Brygada Kawalerii Kotowskiego i 135 Brygada Strzelców z 45 Dywizji Strzelców. Sowieci atakowali południowo-wschodnie skrzydło pozycji krzemienieckiej. 40 pułk piechoty z X BP został wyparty z miasta. Dopiero wspólny kontratak 40 pułku piechoty i I/4 pułku strzelców podhalańskich na Grabówkę sprawił, że około 23.00 X BP odzyskała dawne pozycje. Około 18.00 rosyjska piechota, wsparta artylerią, bez powodzenia atakowała pozycje 42 pułku piechoty pod Wesołówką.
Wieczorem dowódca 6 Armii gen. Jan Romer podporządkowywał gen. Krajowskiemu grupę gen. Pawła Szymańskiego oraz grupę płk. Jasińskiego, walczącą w rejonie Dubno – Brody. Zadaniem Grupy gen. Krajewskiego było rozbić oddziały nieprzyjaciela atakujące Krzemieniec, a potem maszerować do rejonu Pelcza.
Generał Krajowski zdecydował uderzyć z Wesołówki na prawe skrzydło 45 DS siłami 42 i 44 pułków piechoty. Wsparcie ogniowe zapewnić miały cztery baterie polskie i jedna bateria ukraińska.
O świcie 12 lutego pod Nowosiółkami uderzył 42 pułk piechoty. Zaskoczył on nocującą bez ubezpieczeń 136 Brygadę Strzelców. W pierwszym rzucie atakowały wzmocnione artylerią I batalion kpt. Karola Zagórskiego i II batalion kpt. Karola Jazowskiego. W odwodzie pozostawał III/42 pp kpt. Józefa Jasińskiego. W Nowosiółkach znajdowały się sowieckie 403, 404 i 405 pułki strzelców z 45 Dywizji Strzelców przygotowujące się do natarcia. I/42 pp natknął się na tabory posuwające się pod eskortą kozaków za piechotą atakującą Krzemieniec i rozbił je. Pozostałe bataliony  uderzeniem na nieprzyjacielskie tyły rozbiły zupełnie odwody rosyjskie. Nieprzyjaciel uciekał w popłochu w kierunku północno-zachodnim.
Brygada na polu bitwy pozostawiła około 120 poległych, dużą liczbę rannych, tabory i wiele sprzętu. Po zwycięstwie 44 pułk piechoty ppłk. Szyllinga z 5 baterią 18 pułku artylerii polowej ruszył na południe ku swojej macierzystej 13 Dywizji Piechoty. Przechodząc przez Młynowce napotkał Brygadę Kawalerii Kotowskiego, zmusił ją do odwrotu i 13 lipca pod Horynką rozbił ją. Zdobył przy tym cały tabor, siedem armat i większość broni maszynowej. Odbito też jeńców polskich wziętych wcześniej przez kawalerię Kotowskiego do niewoli.
Jednostki polskie przyjęły ugrupowanie obronne. 44 pułk piechoty obsadził Wiśniowiec, a 40 i 19 pułki piechoty zajęły pozycje na wschód od Krzemieńca i Białokrynicy. W centrum znajdował się 105 pułk piechoty.
Dopiero 16 lipca dwie brygady sowieckiej 45 Dywizji Strzelców uderzyły na linie obronne 40 pułku piechoty. Przez cały dzień Sowieci bezskutecznie próbowali przełamać polską obronę. Zaatakowali też pod Białokrynicą na pozycje 19 pułku piechoty. Interweniowały z powodzeniem odwodowe kompanie 40 i 105 pułków piechoty. Białokrynica została utrzymana.
Przez kilka następnych dni na froncie pod Krzemieńcem trwały tylko drobne potyczki. W tym czasie 18 Dywizja Piechoty walczyła pod Dubnem i Chorupaniem.
Wobec odwrotu 18 Dywizji Piechoty spod Dubna, 21 lipca oddziały gen. Szymańskiego otrzymały rozkaz odejścia do rejonu położonego osiemnaście km na południowy wschód od Brodów i stworzenia wspólnie z 18 DP zgrupowania zaczepnego. Generał Szymański postanowił jednak do wieczora bronić Krzemieńca. Decyzja ta skutkowała oskrzydleniem grupy. Około 17.00 na tyły 105 pułku piechoty zaczęła wychodzić nieprzyjacielska  kawaleria. O 20.30 gen. Szymański wydał rozkaz opuszczenia stanowisk. Podczas odwrotu lewoskrzydłowy 105 pułk piechoty poniósł ogromne straty sięgające 75% stanu osobowego.